# Холлман, Рейнгард Фридрихович
Рейнгард Фридрихович Холлман (нем. Hollmann, 1877—1921) — химик, ординарный профессор по кафедре химии Саратовского университета (1912—1918), коллежский советник (1913).

## Биография
Рейнгард Холлман из потомственных почётных граждан. Воспитывался в семье директора лютеранской семинарии. Родителями его были заслуженный пастор Фридрих-Август-Вильгельм Холлман и Каролина-Генриетта-Мария, урожденная Мазинг. После окончания физико-математического факультета Императорского Юрьевского университета (1901) был зачислен в сверхштатные ассистенты химической лаборатории того же университета, а 18 ноября 1903 г. утвержден в должности приват-доцента. С 1 июня 1906 г. по 1 января 1907 г. являлся штатным лаборантом химической лаборатории Юрьевского университета. Включившись в научно-исследовательскую работу, Холлман уже в начале творческой деятельности сумел обратить на себя внимание ведущих ученых химиков, в частности, своим активным участием в работе XI съезда русских естествоиспытателей и врачей, проходившего в Санкт-Петербурге с 18 декабря 1901 г. по 1 января 1902 г. Следующим важным этапом научной карьеры ученого явилась магистерская диссертация, защита которой состоялась в Московском университете 28 ноября 1908 г. В выданном ему 10 ноября 1910 г. дипломе сообщалось: «Императорский Московский Университет сим свидетельствует, что кандидат Рейнгард Холлман, по надлежащем испытании в физико-математическом факультете Юрьевского университета и после публичного защищения написанной им диссертации под заглавием: „Об образовании и расщеплении смешанных кристалло-гидратов изоморфных веществ с точки зрения правила фаз Gibbs’a“ определением Совета университета, 28 ноября 1908 года состоявшимся, утвержден в степени магистра химии».
Получив ученую степень, Холлман продолжил свою научно-исследовательскую деятельность в стенах Юрьевского университета, но уже в должности директора химической лаборатории, в которой состоял с 1 августа 1909 г. по 5 марта 1912 г. Однако после образовавшейся вакансии в Императорском Николаевском университете из-за временного переезда в Москву профессора В. В. Челинцева, назначенного заведующим кафедрой органической химии вместо вышедшего в знак протеста в 1911 г. из состава профессоров Московского университета Н. Д. Зелинского, он переехал в Саратов и вступил в должность экстраординарного профессора по кафедре медицинской химии. В обязанности молодого профессора входило чтение лекций по неорганической и органической химии и руководство практическими занятиями по аналитической химии. Кроме того, с разрешения попечителя Казанского учебного округа, последовавшего 11 июня 1912 г., ему было поручено преподавание по вакантной кафедре минералогии с геологией и палеонтологией, «с вознаграждением по 600 рублей в полугодие из свободного оклада по названной кафедре». Руководил кафедрой химии — ординарный профессор по кафедре (1912—1918).
Оказавшись на новом месте, Холлман очень скоро снискал уважение и симпатии со стороны своих саратовских коллег. Об этом свидетельствует хотя бы тот факт, что он, наряду с профессорами В. И. Разумовским и А. Ф. Преображенским, был введен в состав особой депутации, командированной в Петроград 22 февраля 1916 г. и уполномоченной ходатайствовать от имени Совета Саратовского университета о скорейшем открытии в нем историко-филологического и физико-математического факультетов.
С началом Первой мировой войны ученый вплотную занимался решением научных проблем военно-практического характера, работал в различных комитетах и совещаниях, участвовал в заседаниях всевозможных съездов, выступая на них с обстоятельными докладами и сообщениями. Так, в октябре 1915 г. он находился в качестве делегата от Саратовского университета на заседании Совета Русского физико-химического общества в Петрограде, на котором обсуждались насущные вопросы военного времени. 14 марта 1916 г. был вновь командирован в Петроград в качестве делегата на совещание по вопросам о химическом оружии. С 1 по 3 октября 1916 г. участвовал в работе 1-го Всероссийского съезда по вопросам изобретений (Москва).
Как и многие другие представители дореволюционной научной интеллигенции, Холлман был талантлив не только в своей узкой химической специальности. Он всерьез увлекался музыкой, виртуозно владея виолончелью, участвовал в проводившихся в квартире профессора В. Д. Зёрнова музыкальных вечерах — «домашнем трио»: фортепианную партию играл присяжный поверенный П. К. Всеволжский, виолончель — Холлман, а скрипку — хозяин дома.
С открытием в 1917 г. в Саратовском университете физико-математического факультета Холлман был избран его первым Ученым секретарем. В 1918—1919 гг. — профессор неорганического химии Юрьевского университета, после чего эмигрировал в Германию, в Майнц, где руководил (с 1919) Научной лабораторией Общества химической промышленности.
Награды: Орден Святой Анны 3 степени (1914) и Медаль «За труды по первой всеобщей переписи населения».